# Notarcha muscerdalis
Notarcha muscerdalis is een vlinder uit de familie grasmotten (Crambidae). De wetenschappelijke naam van deze soort is voor het eerst gepubliceerd in 1852 door Philipp Christoph Zeller.
De soort komt voor in Malawi en Zuid-Afrika.